# Georgias generalförsamling
Georgias generalförsamling (engelska: Georgia General Assembly) är den lagstiftande församlingen som utgör den lagstiftande makten i den amerikanska delstaten Georgias styre.
Likt USA:s kongress består generalförsamlingen av två kammare: senaten och representanthuset.

## Senaten
Georgias senat (engelska: Georgia Senate) består av 56 senatorer, valda i majoritetsval från 56 valdistrikt och som tjänstgör på mandatperioder om 2 år. Det finns inga begränsningar i antalet tillåtna mandatperioder.
Georgias viceguvernör är ex officio presiderande i senaten.

## Representanthuset
Georgias representanthus (engelska: Georgia House of Representatives) består av 180 ledamöter, valda i majoritetsval från 180 valdistrikt med två-åriga mandatperioder. Liksom i senaten finns inga begränsningar i antalet tillåtna mandatperioder.

## Bildgalleri

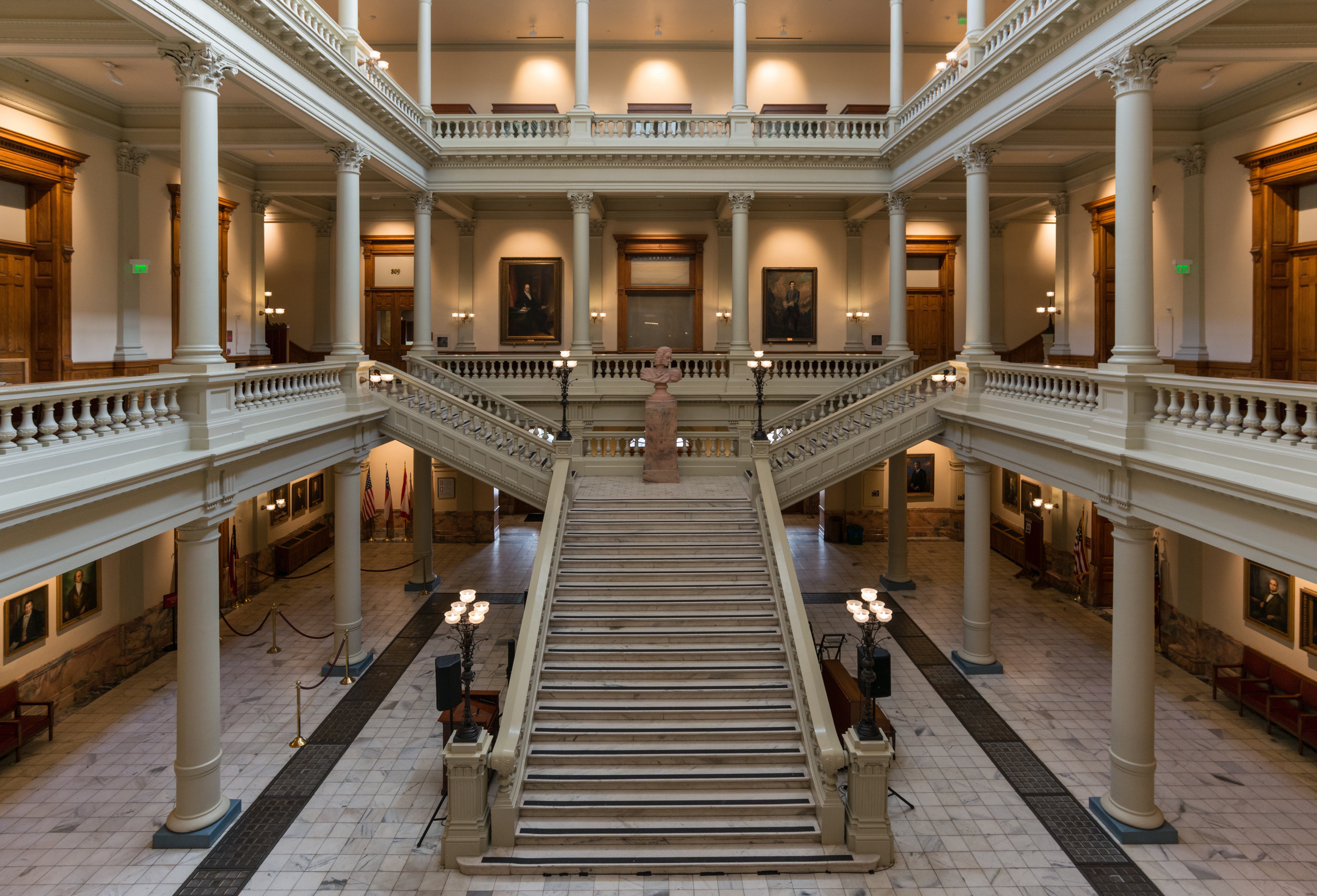
Södra atriumets trappa i Georgia State Capitol
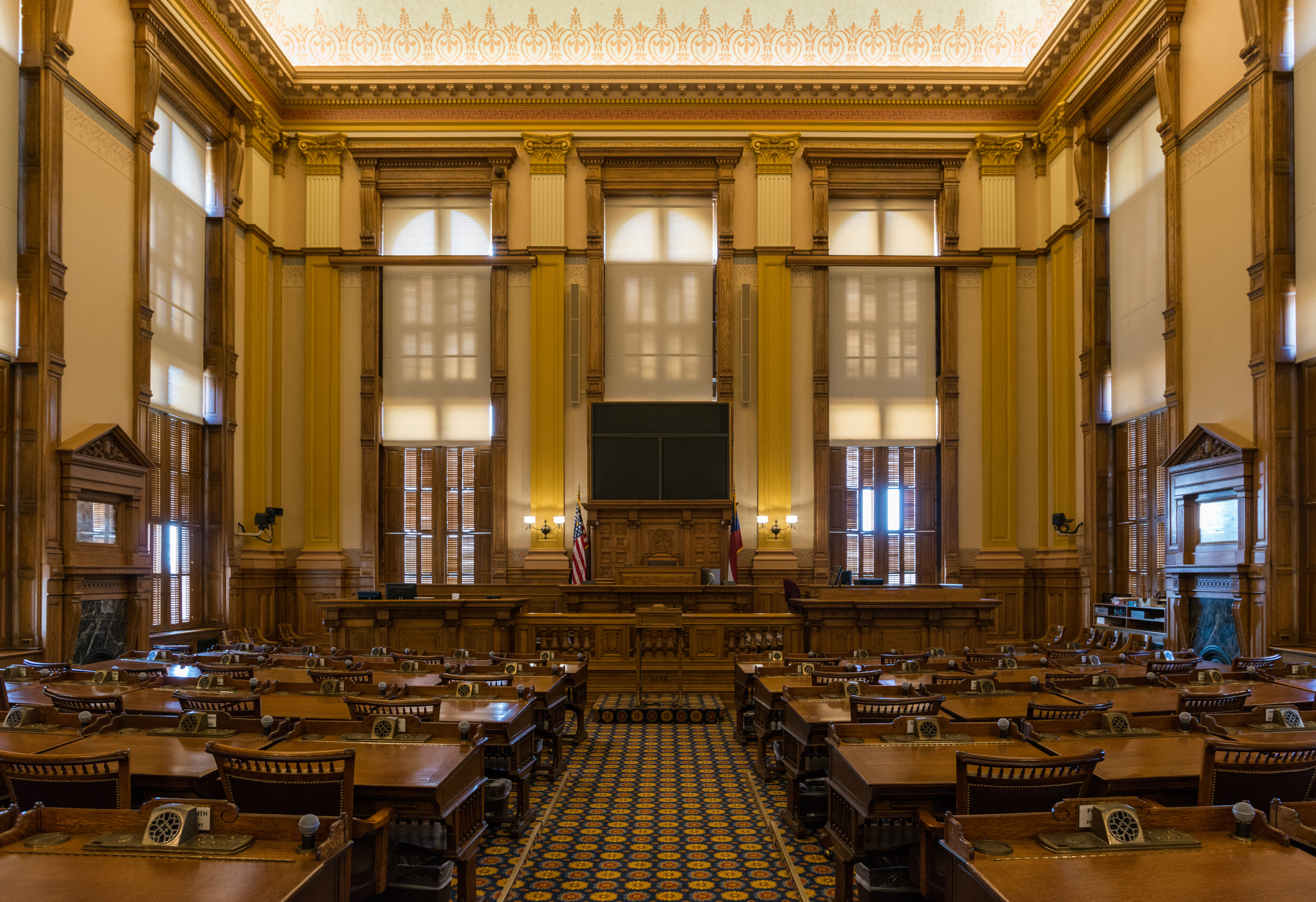
Senatens kammare
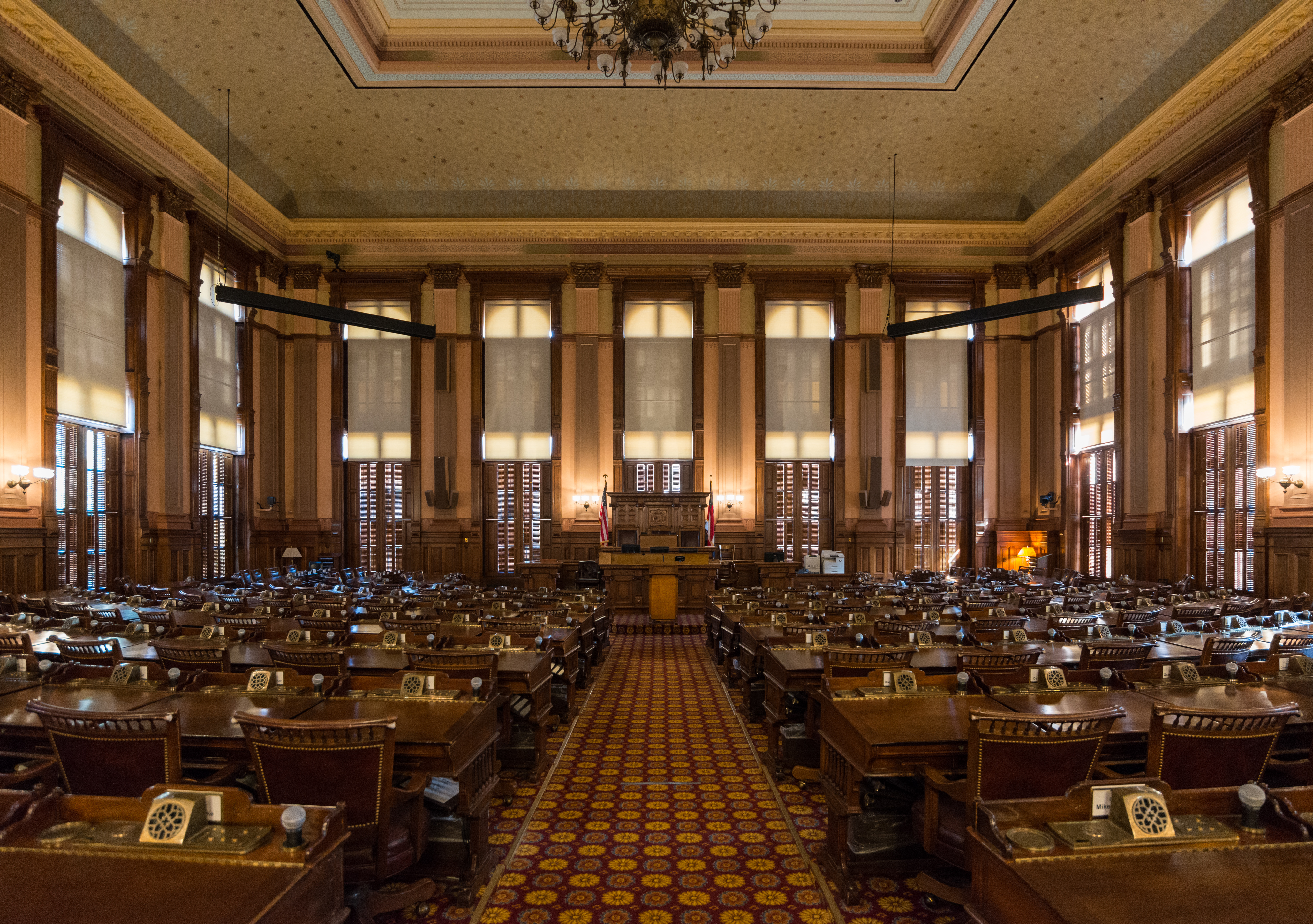
Representanthusets kammare
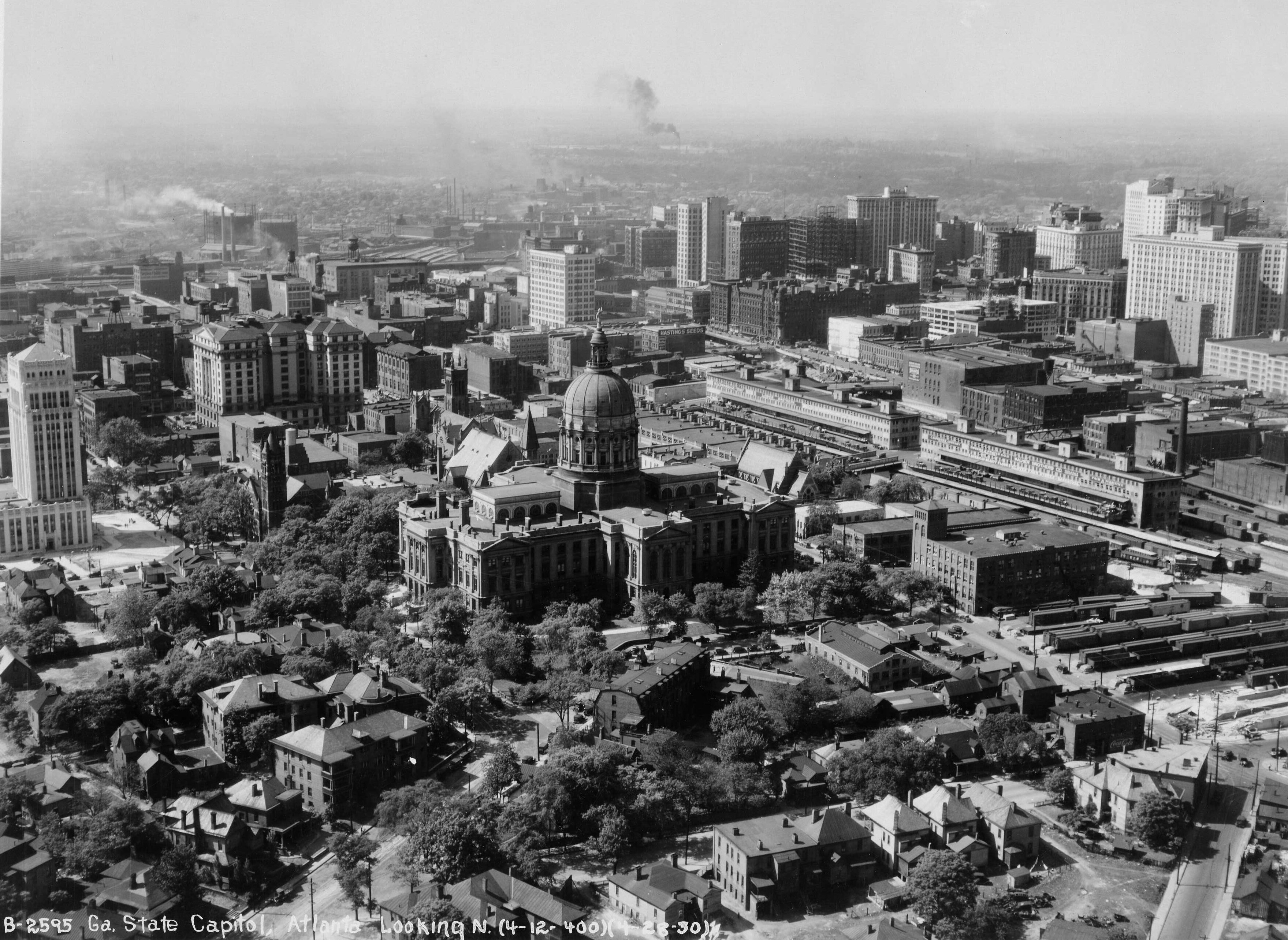
Exteriör av Georgia State Capitol från 1931.